# Serguei Kalesnik
Serguei Ivanovich Kalesnik –en ruso, Сергей Иванович Калесник– (Gómel, URSS, 28 de enero de 1970) es un deportista bielorruso que compitió para la Unión Soviética en piragüismo en la modalidad de aguas tranquilas. Ganó seis medallas en el Campeonato Mundial de Piragüismo entre los años 1989 y 1995.

## Palmarés internacional
| Representando a la URSS     |                           |                  |           |
| Campeonato Mundial          |                           |                  |           |
| Año                         | Lugar                     | Medalla          | Evento    |
| 1989                        | Plovdiv (Bulgaria)        | Medalla de plata | K2 500 m  |
| 1990                        | Poznań (Polonia)          | Medalla de oro   | K1 500 m  |
| 1990                        | Poznań (Polonia)          | Medalla de oro   | K2 500 m  |
| 1990                        | Poznań (Polonia)          | Medalla de plata | K4 1000 m |
| Representando a Bielorrusia |                           |                  |           |
| Campeonato Mundial          |                           |                  |           |
| Año                         | Lugar                     | Medalla          | Evento    |
| 1994                        | Ciudad de México (México) | Medalla de oro   | K1 200 m  |
| 1995                        | Duisburgo (Alemania)      | Medalla de plata | K1 200 m  |